# Henry George Ward
Pour les articles homonymes, voir Ward.
Cet article possède un paronyme, voir Henry Ward.
Henry George Ward (1797-1860) est un homme politique, administrateur colonial et diplomate britannique.

## Biographie
Fils de l'écrivain Robert Plumer Ward et de Catherine Julia Maling, il entre dans le service diplomatique en 1816. Il fut chargé d'affaires au Mexique de 1825 à 1827. Il publie deux récits de voyage à propos de son séjour au Mexique, illustrés par son épouse Emily Elizabeth Swinburne. Il évalue en particulier les difficultés de la Compagnie anglomexicaine à Guanajuato, peu après la crise boursière de 1825.
Élu à la Chambre des communes pour Sheffield de 1837 à 1849, il devient First Secretary of the Admiralty de 1846 à 1849, Lord High Commissioner auprès de la République des Îles Ioniennes de 1849 à 1855, et est nommé Gouverneur de Ceylan en 1855 : il occupe ce poste jusqu'à sa mort, victime du choléra.